# Beta Crateris
Beta Crateris (β Crt, β Crateris) este o stea din constelația Cupa. Beta Crateris este o subgigantă albă ce aparține clasei spectrale A2, având magnitudinea aparentă de 4,48 și se află la o depărtare de 265 de ani lumină de Pământ.

## Nume
Împreună cu κ Hya, steaua a fost Al Sharāsīf a lui Tizini (ألصرسىف), Coasta, — este vorba de „coasta” Hidrei, — și prima din set .